# ウソップ
ウソップ（Usopp）は、尾田栄一郎の漫画『ONE PIECE』に登場する架空の人物。

## 人物
「麦わらの一味」狙撃手。ルフィの3人目の仲間。異名は「〝狙撃の王様〟そげキング」、「〝ゴッド〟ウソップ」。「東の海（イーストブルー）」のシロップ村出身。赤髪海賊団狙撃手ヤソップの息子。夢は父のような「勇敢なる海の戦士になること」。一人称は「おれ」。

### 容姿
母バンキーナ譲りの長鼻（長さは13cm）が最大の特徴。目は丸く、睫毛が横に3本ずつ生えている。新世界編ではより筋肉質で逞しい体つきになり、顎鬚を生やし、後ろ髪を伸ばしている。基本的にオーバーオールを着用しており、超新星編では頭にバンダナを巻いていた。

### 性格
幼少の頃から口八丁で、よく嘘をつくお調子者。内容は体験したこともない冒険譚を語る・自分に八千（時に一万）もの部下がいるといったものがあるが、ウソップ海賊団曰く「人を傷つける嘘は絶対につかない」。あからさまに嘘だと分かる内容のため、すぐバレることが多い（ルフィ・チョッパーは信じてしまう）。彼がついた嘘は（作中世界において）現実になる・現実に存在することがある。ルフィやチョッパーほどではないが、自身も騙されやすい面がある。
非常に臆病な性格で、当初は戦いから逃げることしか考えていなかったが、ルフィ達の思いを踏みにじることになると反省し、次第に積極的に戦闘に参加する姿勢を見せるようになった。しかし慎重さ・臆病さは今でも健在で、新しい島に上陸しようとする度に「○○してはいけない（したら死んでしまう）病」にかかったなどと嘘をついたりする。また、ワノ国編では死を潔しとする侍達の価値観に苦言を呈し、「おれは鼻水たらしても生にしがみつく」と主張した。
ルフィとはお調子者かつ同い年でもあるためか、彼とは気が合い、互いにしょっちゅうふざけ合う仲である。仲間の中では主にツッコミ担当で、誰かがボケるとすぐにツッコむ。

### 工作
手先が器用であり、美術・工芸の才能に長けており、麦わらの一味の海賊旗をデザインした。過去にはメリー号の修理（ただしツギハギ）や、ナミの武器「天候棒」の製作も手掛けている。フランキーが仲間になってからも船の修理やその他の大工仕事で彼をサポートしている。

### そげキング
ウォーターセブン編からは、正体を隠すために仮面と赤のマントを着用し、そげキングを名乗ることもある。その時には素のウソップのことを自分の「親友」という設定にする。また仲間を「君」付けで呼んだり、技名を英語で唱えたりして話し方を変える。ただし、感情的になると演技を忘れ、普段通りの喋り方になる。そげキングの状態は、スリラーバーク編でもわずかに登場した。初めて賞金首となった際はこの「そげキング」名義であったが、後にウソップとして賞金首となった。

### その他
クモ等の虫の扱いには慣れており、ナミやサンジが避けたがっていた毒グモも全く平気だった。
ルフィやサンジ同様、病気には一度もかかったことがないという。

## 関係者
ヤソップ
ウソップの父。赤髪海賊団狙撃手。
シロップ村を発ってからも息子のことを気にかけており、フーシャ村に滞在していた時はルフィに何度も息子の話をしていた。ウソップは勇敢な海の戦士である父を誇りに思っている。
カヤ
ウソップの親友で、シロップ村の資産家の娘。
両親を病気で亡くしたショックから自身も病気がちになっていたが、ウソップのホラ話で次第に元気を取り戻していく。3年間執事として仕えていたクラハドール（クロ）に裏切られ、財産目当てで命を狙われるが、ウソップ達の手で救われる。以降ウソップに想いを寄せるようになり、ウソップが傷ついて帰ってきても全部治せるような医者になるべく勉強に励んでいる。
にんじん、ピーマン、たまねぎ
元ウソップ海賊団の悪ガキトリオ。
3人ともウソップをキャプテンとして尊敬しており、クロネコ海賊団にも懸命に立ち向かった。ウソップ海賊団解散後はウソップ自警団を名乗り、ウソップの跡を継いで毎朝「海賊が来たぞ」と叫んでいる。

## 来歴

### 過去
幼少期に、父ヤソップがシャンクスにスカウトされ赤髪海賊団に入団。間もなくして、母バンキーナを病で亡くす。病に伏した母を元気付けるために、父の海賊船が来たと嘘をついたことをきっかけとして、日常的に嘘をつくようになり、村では大ボラ吹き扱いされるようになる。
12歳の時に自分の評判を聞き付けてやってきたにんじん・ピーマン・たまねぎを仲間として、「ウソップ海賊団」を結成。また両親を亡くしたカヤを嘘で元気付けるために、屋敷に通い続けた。

### サバイバルの海 超新星編
東の海編
シロップ村にやってきたルフィ達と出会い、ルフィが父ヤソップと知り合いであること、そして父が赤髪海賊団にいることを知り仲良くなる。その時、カヤの執事クラハドールの正体が海賊キャプテン・クロであり、さらに彼が財産目当てでカヤ暗殺を企てていることを知る。村人たちに海賊に襲撃されることを伝えるが、日頃から嘘をついてきたために全く相手にされず、クラハドールに全幅の信頼を寄せていたカヤにも突き放されてしまう。それでも自分が好きな村を守るため、海賊を迎え撃ち「この一件を全て嘘にする」ことを決意。翌朝、ルフィらと共にクロネコ海賊団を迎え撃ち、自身はジャンゴを倒してカヤ暗殺計画を阻止した。その後、ウソップ海賊団やカヤと話し合い、村民たちを怯えさせないようにこの一件を一切語らないことを決める。そして、海賊になるため村を出る決心をし、5年間活動してきた「ウソップ海賊団」を解散。当初は1人で出発しようとしたが、ルフィ達の勧誘を受けて仲間に加わり、カヤから貰ったゴーイングメリー号に乗って出航する。大砲の腕前を披露したことで、麦わらの一味の狙撃手のポストを得た。
バラティエでのクリーク海賊団襲撃の際、行方をくらましたナミを追うため、ゾロ達と共に先にバラティエを発つ。アーロン一味に滅ぼされたゴサの町の惨状を目撃し、ココヤシ村でナミの義姉ノジコと出会う。アーロンに殺されそうになったゲンゾウを助けたことでアーロンの怒りを買い捕まるが、ナミに救われる。アーロンパークでの戦いでは、アーロン一味幹部チュウと対決。一旦は逃亡するも覚悟を決めてチュウに戦いを挑み、酒瓶と「火炎星」のコンボで撃破した。
ローグタウンでは、「北の海」の最新モデル「スナイパーゴーグル」を手に入れる。
アラバスタ編
リトルガーデンでは、100年以上決闘を続けるエルバフの戦士ドリーとブロギーに出会い、彼らの誇り高さに感銘を受ける。2人の決闘を汚した秘密犯罪会社「バロックワークス」のエージェントMr.3らに戦いを挑み、相手の弱点を突いた戦法で捕らわれたゾロ達を解放した。
ドラム島では、ビビと共に雪崩に巻き込まれ生死の境を彷徨うが、ビビのおかげで意識を取り戻す。その後、ドルトンを連れてドラム城に向かい、ルフィ達と合流した。
アラバスタ上陸前、ナミから専用の武器の製造を依頼され、「天候棒」を製造した。レインベースでは、クロコダイルがいるカジノ「レインディナーズ」に乗り込むも罠にはまり囚われるが、サンジによって解放された。アルバーナでは、最初にMr.2と接触するも歯が立たず、ゴーグルを奪われる。助太刀に来たサンジと入れ替わり、Mr.4ペアと交戦中のチョッパーと合流。犬銃ラッスーやミス・メリークリスマスのモグラの能力に苦戦し、Mr.4の4tバットで殴られ重傷を負うが、ルフィを侮辱されたことに怒り、チョッパーとの連携プレイでMr.4ペアを撃破した。
空島編
空島では、不法入国などの罪により、神の島にある生贄の祭壇に連行されたナミ達を救出するため、ルフィ・サンジと共に神の島に上陸し、神官サトリと交戦した。その夜、神官シュラの攻撃で損傷したメリー号を修復する謎の影を目撃した（後に船に宿る精霊・クラバウターマンと判明）。
サバイバルでは、脱出組としてメリー号に残っていたが、突如現れた神・エネルに倒されてしまう。復帰後、サンジに無理やり協力させられマクシムに潜入し、ナミを救出した。
ウォーターセブン編
ロングリングロングランドでのフォクシー海賊団との「デービーバックファイト」では、ナミ・ロビンと共に第1戦「ドーナツレース」に出場。衝撃貝で大きく走行距離を稼ぐ活躍を見せたが、フォクシーのノロノロの実の能力で妨害され敗北した。
ウォーターセブンでは、メリー号の修理費の内の2億ベリーを解体屋「フランキー一家」に奪われてしまい、単身でフランキーハウスに乗り込むも返り討ちにされる。仲間たちに謝罪するが、修復不能となったメリー号との別れを決心したルフィと意見が対立し、ルフィとの決闘の末に敗れ、麦わらの一味から脱退した。その後、橋の下倉庫でフランキーを尋問に来たCP9により、フランキーと共に連行されて、海列車に乗せられる。潜入していたサンジに解放され、ロビンがCP9に囚われたことを知ると仮面で素顔を隠し狙撃の王様「そげキング」を名乗り、ロビン救出に加わる。サンジとフランキーが列車内の護衛と戦っている間にロビンに接触し、一旦は奪還に成功するが、ロビンに拒否され失敗に終わった。
エニエス・ロビーでは、巨人族の門番・オイモと遭遇し、彼にドリーとブロギーの現状を教え、オイモと仲間のカーシーが反旗を翻すきっかけを作る。司法の塔ではルフィの命により世界政府の旗を撃ち抜いて海軍を震撼させた。その後CP9のジャブラと対峙するも全く敵わなかったが、ロビンを連れて「正義の門」を通過しようとするスパンダムを寸前で司法の塔の屋上からの遠距離射撃で妨害し、ゾロから受け取った鍵を届けて、ロビン解放に大きく貢献した。ルッチとの死闘を繰り広げるルフィを前にしてついに仮面を取り、彼を立ち上がらせる言葉を紡いだ。そして、そげキングとして仲間達と共にメリー号の最期を、声を押し殺して見届けた。
ウォーターセブンに戻り、ルフィ達がウォーターセブンを出航しようとした際、初めはそれまでのことをうやむやにしたまま復帰しようとしたが、意地を張り続けた自分の非を認め、ルフィに謝罪し和解した。これにより、再び麦わらの一味の一員に復帰を果たす。エニエス・ロビーの事件後、〝狙撃の王様〟そげキング名義で、3000万ベリーの懸賞金がかけられた。
スリラーバーク編
スリラーバークでは、ナミ・チョッパーと共に先に上陸し、ホグバックの屋敷でゾンビの秘密を知る。ゾンビから逃げながら屋敷を彷徨い、フランキーやロビンと合流。ペローナと対峙した際、「元からネガティブ」だったことが幸いして彼女の得意技「ネガティブホロウ」が効かなかったため、彼女の相手を買って出る。ホロホロの能力による幽体離脱やクマシーの怪力に苦戦するが、そげキングとの自問自答を繰り返すことで弱点を見抜いてペローナに勝利した。その後、一味総出でルフィの影を入れられたスペシャルゾンビ・オーズを撃破した。
頂上戦争編
シャボンディ諸島では、サンジ・フランキーと船番をする。ケイミー奪還後、パシフィスタを一味総出で撃破するが、その直後に現れた大将黄猿らに追い詰められ、バーソロミュー・くまによってボーイン列島に飛ばされる。おいはぎの森「グリンストン」の食べ物を食べて、激太りしてしまった。拾った新聞から頂上戦争のことを知り、島からの脱出を試みる中、後日の新聞に載っていた「16点鐘」の事件からルフィのメッセージを読み取る。そして再集結に備え、ダイエットと肉体の鍛錬、そしてヘラクレスンが使用する武器「ポップグリーン」の習得を目指す。

### 最後の海 新世界編
魚人島編
ヘラクレスンにシャボンディ諸島まで送り届けてもらって4番目に到着し、仲間と再会する。
魚人島では、リュウグウ王国国王ネプチューンより竜宮城に招待される。竜宮城で新魚人海賊団のクーデターに遭い、ゾロたちと共に捕えられてしまうが、ルフィ達の手で解放される。ギョンコルド広場では幹部ダルマと対峙し、新兵器ポップグリーンを駆使した戦法で勝利した。
パンクハザード編
パンクハザードでは、ルフィ達と同じく偵察隊として上陸し、氷の土地で他のメンバーと合流する。薬物中毒に陥った子供たちを鎮静化させるも、研究所跡地でシーザーに襲撃され、子供達を明け渡してしまう。その後、子供達を助け出すため、茶ひげに乗ってシーザーの研究所に乗り込む。研究所脱出後、ベビー5とバッファローをナミとの連携で撃破し、さらにシーザーを海楼石の錠で捕らえた。
ドレスローザ編
シーザーをドフラミンゴに引き渡すため、ロー達と共にグリーンビットに向かう。森で小人のトンタッタ族に捕らえられ、地下のトンタッタ王国に連れて行かれたが、トンタッタ族のヒーローであるモンブラン・ノーランドの子孫と偽り、歓迎を受ける。リク王軍決起本部に案内され、そこでフランキー・ロビンと共に、「ドレスローザSOP作戦」 に参加することになる。
地下交易港潜入後は、トレーボルとシュガーに恐れをなして一度は逃げ出すが、自分をヒーローと信じるトンタッタ族に感化されて彼らを助けるためトレーボルに戦いを挑む。結局は敗れて捕えられ、シュガーに世界一辛い調味料・タタババスコを食べさせられるが、あまりの辛さに絶叫し、その姿を見たシュガーを気絶させたことで、結果的にドレスローザSOP作戦を成功させた。その功績により、オモチャ化から解放された者達からは「ゴッド・ウソップ」と崇められる。しかし、ドレスローザ支配の仕組みを崩壊させた張本人としてドフラミンゴの逆鱗に触れてしまい、サバイバルゲームでは最高額の5億ベリーの懸賞金をかけられてしまう。追っ手を振り切り何とか王の台地に逃れるも、シュガーが目覚めたことを知る。ヴィオラやカン十郎の協力で、王の台地から王宮にいるシュガーに上記の絶叫姿を模した人形を飛ばし、シュガーを再度気絶させることに成功した。その際、はるか遠くにいる者の気配を把握する「見聞色の覇気」を覚醒させた。
ドレスローザでの一件の後、懸賞金が2億ベリーに上がる。手配書の名義はそげキングから本名になり、異名は「ゴッド」となる。写真もそげキングのものから素顔に変更された。
ゾウ編
バルトロメオの船で「ゾウ」に送ってもらい、森の砦で仲間と無事に再会。サンジ奪還に向かうチームと一旦別れ、ローや錦えもん達と共に、カイドウがいるワノ国へ先行する。
ワノ国編
ワノ国では、花の都でガマの油売り「ウソ八（うそハチ）」になりすまし、反乱の意志のある者たちに決戦の日と集合場所を記した札を渡して回る任につく。羅刹町での騒動ではトコを救出する。都から脱出後、九里の伊達港で、鬼ヶ島に乗り込むための船の整備を行う。
鬼ヶ島への討ち入りでは、チョッパーと共にブラキオタンク5号で敵陣に乗り込む。ナミと共にうるティ・ページワンを引き付けるが、ポップグリーンの攻撃が全く通用せず重傷を負う。お玉に助けられ辛くもその場から逃げ切り、なおも追ってくるうるティに奇襲されるも、捕まったお玉をうるティから引き離すことで、ナミのうるティ撃破に貢献した。さらに、バオファンを捕らえ、お玉のギフターズと真打ちへの号令に利用することで戦況を一変させる。その後、錦えもんの下半身に助けを求められ、イゾウやハムレットと協力して錦えもんとお菊を救助した。
ワノ国編後、懸賞金が5億ベリーに上がるも、本人はこれ以上上がらなくていいと落ち込んでいた。
エッグヘッド編
ベガパンクの「猫」リリスの案内で、エッグヘッドの研究所に招かれる。フランキーや「猫」リリス・ヨークと共に、失踪した「本体」の捜索を行い、その途中、S-スネークに石化させられるも、ルフィ達がセラフィムを捕縛したことで元に戻った。セラフィムを制圧した後は、研究所の裏口にてナミ達と待機し、師と慕う巨兵海賊団の助けを得ながらエッグヘッドを脱出した。
エルバフ編
ロードによってブロックの国へ攫われるが脱出し、悲願だったエルバフ上陸を果たす。

## 戦闘方法
父・ヤソップから受け継いだ狙撃の腕が持ち味。使用するのはパチンコが主だが、大砲も上手く使いこなす。初登場時は「銀河パチンコ」を使っており、 エニエス・ロビー到着後には、これまでよりも巨大化し、より威力・射程が伸びたパチンコ「カブト」を使っていた。新世界編では「黒カブト」を使用し、風力や風向を計算して放つようになり、数km離れた目標にも命中させている。
腕力は強くないが、肩掛け鞄に収めた多種の小道具を使用したり、ハッタリで敵を騙したりと機転を利かせ、弱点を上手くカバーしている。逃げ足が異常に速く、かなり打たれ強い。

### パチンコ技
技名には主に「○○星」と付き、基本的に「必殺」と叫びながら使用する。そげキングの時は、技名が英語になる。
鉛星（なまりぼし） / メタリックスター
鉛の弾を撃つ、普通のパチンコ攻撃。「東の海編」で初使用。
六連蝮星
連なった「鉛星」を蝮の動きのように蛇行させた軌道で放つ。「スリラーバーク編」で初使用。

火薬星（かやくぼし） / ガンパウダースター
火薬の弾を撃つ。「東の海編」で初使用。後述の「火炎星」に比べ威力は低いが、顔面に直接命中すれば気絶させる程の威力はある。
回転（ローリング）火薬星
回転しながら「火薬星」を発射する。「空島編」の巨大豆蔓破壊時に使用。ただし特に効果が上がるというわけでもない。
三連火薬星
「火薬星」を三連続で発射する。対ルフィ戦に使用。
火薬星星
「火薬星」を連続で発射する。「空島編」の巨大豆蔓破壊時に使用。

火炎星（かえんぼし）
炎と化した弾を放つ。「東の海編」に初使用。火薬を大量に詰めているため、ある程度離れないと巻き添えを喰らうという。
火の鳥星（ひのとりぼし） / ファイアバードスター
「火炎星」の強化版で、鳥型となった炎が相手を襲う。「エニエス・ロビー編」で初使用。

煙星（けむりぼし） / スモークスター
単なる煙幕。「東の海編」で初使用。緊急避難用。
超煙星
「煙星」の有効範囲を拡大させた強化版。「エニエス・ロビー編」で初使用。

赤蛇星（あかへびぼし）
蛇を模した赤い狼煙を上空に向けて放つ。アラバスタ動乱時に使用。自分が居る場所を仲間に知らせるが、あまりに目立つため敵まで引き寄せてしまう場合がある。
ケチャップ星
ケチャップを血糊の代わりに使用し、自分が出血したように見せかける。「東の海編」で初使用。
タバスコ星
目に当たると火が出るほど痛い。「リトルガーデン編」で初使用。ボムボムの実の能力者であるMr.5に「火薬星」を食べられていたため、それを逆手に取って「火薬星」と叫んで発射し食べさせた。
卵星（たまごぼし）
腐った生卵を放ち、異臭による精神攻撃を喰らわせる。「東の海編」で初使用。一時的に鼻を利かせなくさせる目的で使われることもある。
新鮮卵星
新鮮な生卵を使った「卵星」。対リッチー戦で使用。

炸裂サボテン星
着弾した瞬間、無数の棘が相手を襲う。対ルフィ戦で使用。
手裏剣流星群（しゅりけんりゅうせいぐん）
無数の手裏剣を連続して発射する。対ルフィ戦で使用。アニメでは、手裏剣の束が散弾銃のように散らばるようになっている。
向日葵星（ひまわりぼし）
発射後、全方位に散らばった弾が再び集結して相手を襲う。「エニエス・ロビー編」で初使用。弾筋の跡が「ひまわり」に見える。
塩星（ソルトスター）
対ゾンビ用。ゾンビ昇天・塩玉（後述）を放つ。対ゾンビ戦で使用。飲み込んだゾンビは塩によって影を浄化され、無力化する。
アゲハ流星
発射後、上昇し爆発を起こす。対ペローナ戦で使用。
カマキリ流星
曲線を描いて飛んでいく弾を発射する。対ペローナ戦で使用。
アトラス彗星
発射後、四方（アトラスオオカブトの角を模した弾道）に分かれて飛び爆発する弾を発射する。「エニエス・ロビー編」で初使用。
トリモチ星
トリモチを放ち、相手の動きを封じる。「スリラーバーク編」で初使用。
黒光り星
通称ゴキブリ星。大量の玩具ゴキブリ（玩具だが本物のように動く）を放ち、相手を恐怖に陥れ戦意喪失させる。対ペローナ戦で使用。
特用油星
フランキーとの連携で使用。対オーズ戦で使用。オーズの巨体を転がすのに一役買った。
捕獲星（ほかくぼし）
縄つきのフックを放つ。深海魚を釣りあげる時に使用。
爆睡星（ばくすいぼし）
催眠剤を放ち、相手を眠らせる。パンクハザード編で子供を静める時に使用。
きびだん星（きびだんぼし）
お玉のきびだんごを発射する。対ギフターズ戦で使用。
眠り星
アニメオリジナル。チョッパーと共同開発。ピンク色の丸薬を相手の口の中に放ち、ぐっすり眠らせる。
コショウ星
アニメオリジナル。相手の顔に放ちくしゃみを起こさせる。
天竜星（てんりゅうぼし）
劇場版『STRONG WORLD』で使用。天に向かって、放電を纏い煌く竜の形になった弾を発射する。真の狙いは、暗雲の中に打ち込み落雷を誘発させることである。

### ポップグリーン
緑星（みどりぼし）
新世界編から使用。2年間の修業でヘラクレスンに教えてもらった、「ポップグリーン」という急速成長する植物を利用した技。サウザンドサニー号の「ウソップガーデン」にて栽培されている。
緑星「デビル」
巨大な食虫植物を生やす。捕らえた相手を溶かすことが出来るが、茎をちぎられると動かなくなる。「魚人島編」で初使用。
緑星「シーデビル」
アニメオリジナル。巨大な食虫植物を海上に生やす。「シルバーマイン編」で使用。
緑星「サルガッソ」
大量の海草を出現させる。魚人島への航海時に使用。
緑星「ラフレシア」
強烈な悪臭を放つ、巨大な花を咲かせる。「魚人島編」で初使用。
緑星「竹ジャベ林（タケジャベリン）」
先端の尖った竹を何本も地面から生やす。「魚人島編」で初使用。
緑星「ドクロ爆発草」
ドクロの形をした大きな爆発を起こす。「魚人島編」で初使用。
緑星「ヒューマンドレーク」
頭上を通る獲物に飛びつき絡みつく、人型の根を持つ植物。地面に罠として仕掛け、相手の自由を奪う。「魚人島編」で初使用。
緑星「トランポリア」
近付く者をトランポリンのように大きく吹き飛ばす植物。相手を空中に跳ね飛ばす罠のほか、味方を跳躍させるジャンプ台としても使える。「魚人島編」で初使用。
緑星「衝撃狼草（インパクトウルフ）」
発射した球根から狼の形に成長する植物。鼻先の球根は直径3mにわたり強力な衝撃波を放つ。「魚人島編」で初使用。
緑星「ボーティバナナ」
ボートとして使用できる、バナナの形をした植物。パンクハザードの池を渡る時に使用。
緑星「団扇草（うちわそう）」
オールとして使用できる、うちわの形をした植物。パンクハザードの池を渡る時に使用。
緑星「プラタナス」手裏剣
プラタナス型の手裏剣を飛ばす。対トレーボル戦で使用。
緑星「眠り草（ねむりそう）」
相手を眠らせる香りを発する植物。「ワノ国編」で初使用。
緑星「花火花（はなびばな）」
複数の花びらから火花を起こす。対ページワン戦で初使用。
緑星「爆ボックリ（ばくボックリ）」
爆発する松ぼっくりのような植物を相手に放つ。対ページワン戦で初使用。
緑星「スプリンクラー」
回転しながら水を放出する花。「ワノ国編」で初使用。ただし、城を焼くほどの大火には歯が立たない。
緑星「蛇花火（へびはなび）」
強い衝撃が加わると発芽する植物で、急成長した蔓が相手を締め付け、破壊する。劇場版『STAMPEDE』・対バレット戦で使用。
成長（グローアップ）
黒カブト内にある後述のバクン草に水を与え、パチンコを巨大化させる。「パンクハザード編」で初使用。「ドレスローザ編」ではパチンコを「グレート黒カブト」にパワーアップさせる「大成長（スーパーグローアップ）」を使用した。
突撃流星群
巨大化させた黒カブトから、バクン草が食べた周囲の瓦礫を弾として発射する。「パンクハザード編」で初使用。
蓑虫星（バグワーム）
「グレート黒カブト」の状態から、「火薬星」による2度のブースターを発動させ、遠距離に弾を飛ばす。作中ではカン十郎が描いた自身の絶叫顔に似せた人形を飛ばし、シュガーを再び気絶させた。「ドレスローザ編」で初使用。

### その他
貝（ダイアル）
懐に何種類もしまい込んであり、必要に応じて攻撃や防御に使う。使用したのは音貝、風貝、匂貝、衝撃貝、閃光貝。
ウソップ輪ゴーム
輪ゴムを伸ばして発射するように見せかけ敵を怯ませる。「東の海編」で初使用。
ウソップハンマー
金槌で相手を殴りつける打撃技。対チュウ戦で使用。ウソップ自体は非力だが、ほとんどが頭や脛などの急所への攻撃なので威力は高い。
ウソップ粉砕（パウンド）
5tと書いてある2kgの巨大なハリボテハンマーを相手に振り落とす。対Mr.4とミス・メリークリスマスペア戦で使用したが、すぐにハリボテであることがバレた。ナミの回想シーンでは、製作されている様子を見ることができる。
ウソップゴールデンパウンド
「ウソップ粉砕」の強化版。対ペローナ戦で使用。外側には10tと書かれているが、実は風船。
ウソップ呪文（スペル）
考えただけでも痛そうな話をして敵を怯ませる。「空島編」で初使用。ウソップによれば耳を塞がないと命を落としかねないらしいが、ノリの悪い相手（エネル等）には効果が薄い。
ウソップノイズ
黒板をかぎ爪で引っ掻き、強烈な音を出す（耳栓をしないと耐えられない）。「アラバスタ編」で初使用。
まきびし地獄
持っているまきびしをばら撒く。「東の海編」で初使用。
火炎玉
火の玉を投げる。対クマシー戦で使用。
こっからここまで入るなの術
「火炎玉」を投げて油を撒いて引火させ、炎の壁を作り敵を近寄れなくする。対クマシー戦で使用。

### 連携技
ウソッチョハンマー彗星
「角強化」状態のチョッパーの角に、ウソップがゴムを引っかけて作った即席パチンコで、ハンマーを打ち出す技。対Mr.4とミス.メリークリスマス戦で使用。
パイレーツドッキング6

スーパーサイズ火の鳥星
ウソップが放った「特用油星」にフランキーが「フレッシュ・ファイア」で点火してより巨大な「火の鳥星」を放つ。 対オーズ戦で使用。
鉄人彗星

雷骨剣 革命舞曲ボンナバン（らいこつけん ガボットボンナバン）

## 発明品
天候棒（クリマ・タクト）
ウソップがナミの依頼を受けて作成した武器。3本の棒（タクト）に分かれており、振ったり吹いたりすることによってそれぞれ「熱気」「冷気」「電気」の気泡を飛ばすことができる。
完成版"天候棒"（パーフェクト クリマ・タクト）
空島から帰った後、「貝（ダイアル）」を使って改良した天候棒。改良以前は威力がゼロに等しかった気泡も、単体でそれなりの攻撃力を持つ。
サルベージセット
沈没船の調査のために、木樽をベースに作った海中作業用スーツ。送気式潜水で、そのためのホースは船上と連絡するための伝声管の役目も兼ねている。通常は上半身のみの装着だが、悪魔の実の能力者であるルフィには下半身用も作成されている。
ウソップアーアアー
ベルトのバックルから射出したロープでターザンのように移動する。しかしロープは固定されているので飛び移れない。
ウソップホッピング
バネつきの靴でジャンプする。
オクトパクツ
蛸を模した形状の靴。強い吸着力を持つ。壁などを移動する際に使用。
タルタイガー号
デービーバックファイト「ドーナツレース」で使用された、樽で作られたボート。衝撃貝の衝撃に耐えられる強度を持つが、ゴールした時には穴だらけの状態になっていた。
カブト
空島で得た「貝（ダイアル）」を使用して作った巨大パチンコ。5本の支軸によって安定性と飛距離を得た。風貝（ブレスダイアル）によって射撃の瞬間、弾に回転を加え、あらゆる変化球を可能にした。貝は炎（フレイム）、光（フラッシュ）、衝撃（インパクト）などにチェンジ可能。海列車以降からの戦闘に使用し、スリラーバーク以降は銀河パチンコと併用している。アニメでは海軍の斬撃をも受け止められる強度。
黒カブト
2年の修業期間中に開発した、新兵器の黒いパチンコ。ポップグリーンを発射するのに使用する。普段は持ち運びがしやすいように小さくなってるが、引っ張り手にある「バクン草（ - そう）」という植物に水を与えることでカブト以上に巨大化させることができる。

ゾンビ昇天・塩玉（ソルトボール）
ゾンビの弱点である「塩」を詰め込んである玉。これを渡されたサンジは、消えて見えなくなったアブサロムの居場所を見つけるために使用した。
クワガタ
スリラーバークにて、オーズとの戦闘中にウソップが急ごしらえで作った巨大なゴム製の発射台。フランキーやブルックとの連携技に使用したが、本人曰く「シャレで作った」らしい。
ウソップブーメラン
劇場版『珍獣島のチョッパー王国』で使用。折り畳み式のブーメラン。本人曰く命中したら二度と戻って来られないらしいが、実際は投げても手元に戻って来ないという意味だった。ツノクイをおびき寄せる際にも使用した。
ウソップスカイライダー
劇場版『呪われた聖剣』で使用。パラシュートが出てくるベルト。崖から落ちた際に使用したが、パラシュートが小さかったため、そのまま落下した。

## プロフィール
- 所属：ウソップ海賊団船長→麦わらの一味狙撃手
- 懸賞金：3000万ベリー（そげキング名義）→2億ベリー→5億ベリー
- 出身地：東の海 ゲッコー諸島 シロップ村
- 年齢：17歳[7]→19歳
- 誕生日：4月1日[8]
- 身長：174cm（超新星編）[9]→176cm（新世界編）[10]
- 星座：おひつじ座[10]
- 血液型：S型[11]
- 好きな島と季節：秋島の夏[12]
- 入浴頻度：3日に1回[13]
- 就寝・起床時間：午前1時 - 午前8時[14]
- 食事関連
  - 好きな食べ物：秋島のサンマ、旬の魚[15]
  - 嫌いな食べ物：キノコ類（当たったことがある）[16]
  - 得意料理：フィッシュ・アンド・チップス[17]
  - 氷：食べる[18]
  - 目玉焼きの好み：両面・半熟、ケチャップ[19]
  - ワノ国の好物：サバのみそ煮[20]
  - 一味内での酒の強さランキング：8位[21]
- イメージ関連
  - イメージ動物：アルマジロ[22]
  - イメージナンバー：04[23]　
  - イメージカラー：    黄色[23]
  - ニオイ（チョッパー談）：火薬のニオイ[23]
  - 家族に例えると：三男[24]
  - イメージ花：デイジー[25]
  - イメージ国：アフリカ[26]
  - 都道府県に例えると：神奈川県[27]
  - 職業に就いていたとしたら：グラフィックデザイナー[28]
- 人気投票順位：8位（第1回）→6位（第2回・第3回）→11位（第4回）→13位（第5回）→15位（第6回・第7回）[29]

## キャスト
声優
- 山口勝平（テレビアニメ版、実写ドラマ版・吹替）

俳優
- 井之上チャル（『スーパー歌舞伎II ワンピース』2015年 - 2017年）
- 嘉島典俊（『スーパー歌舞伎II ワンピース』2018年）
- 大悟（千鳥）（IndeedコラボCM、2018年）
- ジェイコブ・ロメロ・ギブソン（実写ドラマ版）

アイスショー
- 織田信成（ONE PIECE ON ICE（ワンピース・オン・アイス）〜エピソード・オブ・アラバスタ〜）

担当声優の山口勝平は、元々はルフィ役でオーディションを受けるも落選し、その後にウソップ役のオファーを貰ったという。オファーを受けた時は嬉しかった一方で「ウソップの声だけどうしてもうまくイメージできなかった」という理由から戸惑いもあったという。また、山口はウソップについて「麦わらの一味の中で、自分に一番近いキャラクター」と述べ、「ウソップに憧れる部分は、最後に踏みとどまれる勇気。勇気という部分に関しては、『ONE PIECE』の中でウソップが一番」と語っている。

## その他
作者曰く「読者との距離を取り持ってるキャラ」。
2019年12月8日、2016年に発生した熊本地震からの復興プロジェクトである「麦わらの一味 ヒノ国復興編」の一環として、阿蘇駅前（阿蘇市）に等身大のウソップの銅像が設置された。

### 他作品への出演
CROSS EPOCH
ドラゴンボールとのコラボ漫画。ベジータとトランクス率いる空賊団の下っ端として、ロビンと共に登場。常時ゴーグルをはめており、髪型がだんご状のおさげ髪となっている。この空賊団員の一味は全て角が生えているが、なぜか彼の場合は角が飾りのようなものとなっている。
外部出演ゲーム作品
- ジャンプスーパースターズ
- バトルスタジアム D.O.N
- ジャンプアルティメットスターズ
- ジャンプチ ヒーローズ
- モンスターストライク
- パズル&ドラゴンズ
- グランブルーファンタジー